# زحاف
زحاف، به معنی دور شدن از اصل؛ در اصطلاح علم عروض تغییرات سه‌گانه (حذف، افزودن یا تبدیل کمّیت) هجاها، در ارکان اصلی و سالم هشتگانه (مفاعیلن، فاعلاتن، مستفعلن، فعولن، فاعلن، متفاعلن، مفاعلتن و مفعولاتُ) بحور عروضی است که موجب استخراج و گسترش اوزان متعدد می‌شود. جمع زحاف، زحافات یا ازاحیف است. وزن تغییریافته را مزاحف گویند. (در عروض سنتی بجای هجاها، معیار تغییرات (زحاف) حروف و حرکاتِ پایه‌های عروضی است)

### اقسام تغییرات زحاف (بر اساس هجاها)
1. حذف: زدودن یک یا چند هجا از ارکان عروضی. مانند حذف هجای پایانی در رکن مفاعیلن (ل - - -) و تبدیل به فعولن (ل - -) «زحاف حذف»
2. تبدیل: تغییر کمیّت یک یا چند هجا از ارکان عروضی. مانند کوتاه کردن هجای آخر رکن مفاعیلن (ل - - -) و تبدیل به مفاعیلُ (ل - - ل) «زحاف کفّ»
3. اضافه: افزودن یک هجا به آخر یک رکن عروضی. مانند افزودن یک هجای بلند به آخر رکن مفاعیلن (ل - - -) و تبدیل به مفاعیلاتن (ل - - - -) «زحاف ترفیل»[توضیح ۱]

در مواردی که تنها یک نوع تغییر در رکن عروضی پدید می‌آید «زحاف مفرد» و در مواردی که بیش از یک نوع تغییر روی می‌دهد «زحاف مرکب» نامیده می‌شود.

## زحافات
زحافات مشهور عروض عربی «قبض، قصر، حذف، خبن، کفّ، شکل، خرم، خرب، شتر، قطع، تشعیث، طیّ، وقف، کشف، صلم، اسباغ، اذاله و…» است که در اشعار فارسی هم کاربرد دارند. و ازاحیف سیزده‌گانه مختص عروض فارسی «جدع، هتم، جحف، تخنیق، سلخ، طمس، جبّ، زلل، نحر، رفع، ربع، بتر و حذذ» می‌باشد.
در شعر سنتیِ فارسی کمتر اتفاق می‌افتد که شاعری تغییری در وزن یک قطعه شعر بدهد. اما در شعر عربی، شاعر می‌تواند مصراعی را در وزن سالم و مصراع دیگر را در شکل مُزاحَفِ آن بیاورد و مصراع‌های نامساوی بسازد.
| نوع زحاف | ازاحیف مشهور ارکان هشتگانه | عنوان مزاحف         |
| -------- | --- | ------------------- |
| حذف      | ۱. خرم: حذف هجای اول کوتاه در #مفاعیلن ← مفعولن ۲. ثلم: حذف هجای اول کوتاه در #فعولن ← فع لن ۳. قص: حذف هجای اول کوتاه در #متفاعلن ← مفاعلن  | اخرم اثلم موقوص     |
| حذف      | ۴. رفع: حذف هجای اول بلند: #فاعلاتن ← فعولن #مستفعلن ← فاعلن #فاعلن ← فَعَل #مفعولاتُ ← مفعولُ                                                   | مرفوع               |
| حذف      | ۵. صلم: حذف دو هجای اول بلند و کوتاه در #فاعلاتن ← فع لن ۶. قطف: حذف دو هجای کوتاه مانده به آخر در #مفاعلتن ← فعولن                          | اصلم مقطوف          |
| حذف      | ۷. تشعیث: حذف هجای کوتاه دوم در #فاعلاتن ← مفعولن                                                                                            | مشعِث                |
| حذف      | ۸. قطع: حذف یک هجای کوتاه مانده به آخر: #مستفعلن ← مفعولن #فاعلن ← فع لن #متفاعلن ← فعلاتن                                                   | مقطوع               |
| حذف      | ۹. کشف: حذف هجای کوتاه آخر در #مفعولاتُ ← مفعولن                                                                                              | مکشوف               |
| حذف      | ۱۰. حذف: حذف یک هجای پایانی: #مفاعیلن ← فعولن #فاعلاتن ← فاعلن #مستفلن ← مفعولُ #فعولن ← فعل                                                  | محذوف               |
| حذف      | ۱۱. جبّ: حذف دو هجای پایانی: #مفاعیلن ← فعل ۱۲. حذذ: حذف دو هجای پایانی: #مستفعلن ← فع لن #فاعلن ← فع                                         | مجبوب احذّ           |
| حذف      | ۱۳. جحف: حذف سه هجای پایانی: #فاعلاتن ← فع ۱۴. نحر: حذف سه هجای پایانی: #مفعولاتُ ← فع                                                        | مجحوف (مطموس) منحور |
| تبدیل    | ۱۵. خبن: کوتاه کردن هجای بلند اول: #فاعلاتن ← فعلاتن #مستفعلن ← مفاعلن #فاعلن ← فعلن #مفعولاتُ ← مفاعیلُ                                       | مخبون               |
| تبدیل    | ۱۶. طیّ: کوتاه کردن هجای بلند دوم: #مستفعلن ← مفتعلن #مفعولاتُ ← فاعلاتُ                                                                        | مطویّ                |
| تبدیل    | ۱۷. قَبض: کوتاه کردن هجای بلند سوم: #مفاعیلن ← مفاعلن #فعولن ← فعولُ                                                                           | مقبوض               |
| تبدیل    | ۱۸. کف: کوتاه کردن هجای بلند آخر: #مفاعیلن ← مفاعیلُ #فاعلاتن ← فاعلاتُ #مستفعلن ← مستفعلُ #فعولن ← فعولُ                                        | مکفوف               |
| اضافه    | ۱۹. توسیع: افزودن یک هجای بلند در آخر: #مفاعیلن ← مفاعیلاتن ۲۰. ترفیل: افزودن یک هجای بلند در آخر: #مستفعلن ← مستفعلاتن #متفاعلن ← متفاعلاتن | موسع مرفّل           |
| مرکب     | ۲۱. خرب: جمع زحاف خرم با کفّ (حذف هجای کوتاه اول + کوتاه کردن هجای آخر): #مفاعیلن ← مفعولُ                                                     | اَخرَب                |
| مرکب     | ۲۲. شتر: جمع زحاف قبض با خرم (کوتاه کردن هجای سوم + حذف هجای کوتاه اول): #مفاعیلن ← فاعلن                                                    | اشتر                |
| مرکب     | ۲۳. شکل: جمع زحاف خبن با کف (کوتاه کردن هجای اول + کوتاه کردن هجای آخر): #فاعلاتن ← فعلاتُ                                                    | مشکول               |
| مرکب     | ۲۴. خبل: جمع زحاف خبن با طیّ (کوتاه کردن هجای اول + کوتاه کردن هجای دوم): #مستفعلن ← فَعِلَتُن                                                    | مخبول               |
| مرکب     | ۲۵. ثرم: جمع زحاف قبض با ثلم (کوتاه کردن هجای سوم + حذف هجای کوتاه اول): #فعولن ← فَعلُ                                                        | اثرم                |
| مرکب     | ۲۶. بتر: جمع زحاف ثلم با حذف (حذف هجای کوتاه اول + حذف هجای بلند آخر): #فعولن ← فَع                                                           | ابتر                |
| مرکب     | ۲۷. خلع: جمع زحاف قطع با خبن (حذف هجای کوتاه سوم + کوتاه کردن هجای اول): #مستفعلن ← فعولن                                                    | مخلوع               |
| مرکب     | ۲۸. ربع: جمع زحاف رفع با حذف (حذف هجای بلند اول + حذف هجای بلند آخر): #فاعلاتن ← فَعل                                                         | مربوع               |
| مرکب     | ۲۹. عصب: جمع زحاف قطف با ترفیل (حذف دو هجای کوتاه مانده به آخر + افزودن هجای بلند): #مفاعلتن ← مفاعیلن                                       | معصوب               |

علاوه بر اینها، در عروض سنتی زحافات ۳۰. اذاله (مستفعلان - فاعلان) و ۳۱. اسباغ (مفاعیلان - فاعلاتان - فعولان - فاعلان)؛ با تبدیل هجای بلند آخر به هجای کشیده و زحافات ۳۲. قصر (مفاعیل - فاعلات - فعول - مفعولات)، ۳۳. هَتم (مفاعیلن ← فعول)، ۳۴. زلل (مفاعیلن ← فاع)، ۳۵. وقف (مفعولاتُ ← مفعولان)، ۳۶. جدع (مفعولاتُ ← فاع) و ۳۷. سلخ (فاعلاتن ← فاع)؛ که پس از حذف یک تا سه هجای اصلی از آخر، هجای باقی مانده آخر به هجای کشیده تبدیل می‌شود؛ نیز ذکر شده‌اند، اما از آنجا که این زحافات فقط در پایان مصراع می‌آیند و هجای پایانی مصراع با هر کمیّت که باشد همواره بلند احتساب می‌شود، از نظرگاه عروض علمی هیچ نقش و تأثیری در وزن شعر ندارند.

## زحافات ارکان
مجموع زحافات هر رکن عروضی (ارکان هشتگانه):
- مفاعیلن‌[توضیح ۲]

1. مفاعلن: مقبوض
2. مفاعیلُ: مکفوف
3. مفعولن: اَخرم
4. مفعولُ: اَخرب
5. فعولن: محذوف
6. فاعلن: اَشتر
7. فَعَل: مجبوب
8. مفاعیلاتن: موسّع

- فاعلاتن‌[توضیح ۳]

1. فعلاتن: مخبون
2. فاعلاتُ: مکفوف
3. فَعَلاتُ: مشکول
4. فاعلن: محذوف
5. فَعَلن: مخبون محذوف
6. مفعولن: مشعّث
7. فعولن: مرفوع
8. فع لن: اصلم
9. فَعَل: مربوع
10. فَع: مجحوف (مطموس)

- مستفعلن‌[توضیح ۴][توضیح ۵]

1. مفاعلن: مخبون
2. مفتعلن: مطوی
3. فَعِلتن: مخبول
4. مستفعلُ: مکفوف
5. مفعولن: مقطوع
6. فعولن: مخلوع
7. فاعلن: مرفوع
8. فع لن: اَحَذّ
9. مفاعلاتن: مخبون مرفّل
10. مفتعلاتن: مطوی مرفّل
11. مستفعلاتن: مرفّل

- فعولن،[توضیح ۶]

1. فعولُ: مقبوض
2. فع لن: اَثلم
3. فَعلُ: اثرم
4. فَعل: محذوف
5. فَع: ابتر

- فاعلن‌[توضیح ۷]

1. فَعِلن: مخبون
2. فع لن: مقطوع
3. فَعَل: مرفوع
4. فَع: احذّ

- متفاعلن

1. فعلاتن: مقطوع
2. مفاعلن: موقوص
3. متفاعلاتن: مرفل

- مفاعلتن

1. فعولن: مقطوف
2. مفاعیلن: معصوب

- مفعولاتُ[توضیح ۸]

1. مفاعیلُ: مخبون
2. فاعلاتُ: مطوی
3. مفعولن: مکشوف
4. فعولن: مخبون مکشوف
5. فاعلن: مطوی مکشوف
6. فعلن: مخبون مطوی مکشوف
7. مفعولُ: مرفوع
8. فع: منحور

## یادداشت
1. ↑  در عروض سنتی تغییرات زحاف، به افزودن یا کاستن یا اسکان حروف در اجزای وزن تعبیر می‌شود و به‌طورکلی به سه صورت انجام می‌گیرد:
  1. افزودن یک حرف به جزء اصلی (اِسباغ یا تسبیغ)؛ مانند اضافه شدن «الف» به «مَفاعیلُن» و تبدیل آن به «مَفاعیلان».
  2. کاستن یک یا دو حرف از جزء اصلی (کَفّ)؛ مانند حذف حرف «ن» از آخر «فاعِلاتُن» و تبدیل آن به «فاعلاتُ»؛
  3. ساکن کردن حرف متحرک (اِضمار)؛ مانند ساکن کردن «ت» در «مُتَفاعِلُن» و تبدیل آن به «مُستَفعِلُن».
2. ↑  بعلاوه در عروض سنتی برای بحر هزج زحافات: زَلل (فاع: ازّل)، قَصر (مفاعیل: مقصور)، هَتم (فعول: اَهتَم) و اسباغ (مفاعیلان: مسبّغ یا مُسبَغ) درنظر گرفته شده‌است که بجهت عروض علمی در وزن شعر هیچگونه نقش و کاربرد مؤثری ندارد.
3. ↑  بعلاوه در عروض سنتی برای بحر رمل زحافات: قَصر (فاعلات: مقصور - فَعَلات: مخبون مقصور) و اسباغ (فاعلییان: مسبّغ یا مُسبَغ - فعلییان: مخبون مسبّغ - فع لان: اصلم مسبّغ - فاع: مجحوف مسبّغ) درنظر گرفته شده‌است که بجهت عروض علمی در وزن شعر هیچگونه نقش و کاربرد مؤثری ندارد.
4. ↑  بعلاوه در عروض سنتی برای بحر رجز زحافات: مُذال (مستفعلان: مُذال - مفاعلان: مخبون مذال - مفتعلان: مطوی مذال - فَعِلتان: مخبول مذال) درنظر گرفته شده‌است که بجهت عروض علمی در وزن شعر هیچگونه نقش و کاربرد مؤثری ندارد.
5. ↑  زحافات سنتی: اسباغ (مقطوع مسبّغ - احذ مسبّغ) «از مستفعلن» کاربرد علمی ندارند.
6. ↑  بعلاوه در عروض سنتی برای بحر متقارب زحاف: قَصر (فعول: مقصور) درنظر گرفته شده‌است که بجهت عروض علمی در وزن شعر هیچگونه نقش و کاربرد مؤثری ندارد.
7. ↑  بعلاوه در عروض سنتی برای بحر متدارک زحافات: زحافات: مذال (با سالم و مخبون و احذ) درنظر گرفته شده‌است که بجهت عروض علمی در وزن شعر هیچگونه نقش و کاربرد مؤثری ندارد.
8. ↑  زحافات سنتی: خبن با وقف (فعولان: مخبون موقوف) – طی با وقف (فاعلان: مطوی موقوف) – جدع (فاع: مجدوع) «از مفعولاتُ» کاربرد علمی ندارند.